# 이광정 (고려)
이광정(李光挺, ?~1194년)은 고려의 군인이다. 

## 생애
졸병 출신이었는데, 무신정변에 가담하여 대장군이 되었다가 명종때 추밀원부사가 되었다.
내시낭장 장보(莊甫)가 내시장군 정존실의 교만함을 꾸짖자 중방에서 장보가 상관을 능욕했다고 거제현령으로 내쫓으려 했다. 장보가 추밀원으로 가서 이광정과 최충렬에게 따졌는데 이광정이 노하여 장보를 유배 보내면서 사람을 시켜 물에 빠뜨려 죽였다. 1179년에는 이광정이 경시서령 왕총부(王寵夫)에게 청탁을 했는데 왕총부가 들어주지 않자 욕설을 하고 뜰 아래로 끌어내려 옷을 벗기고 가두었다.
1184년 11월, 팔관회 때 명종이 “경이 늙었으니 애석하도다”라고 이광정에게 술을 내리자 이광정이 슬피 울었다. 세상 사람들은 모두 이를 두고 늙어서 벼슬자리에서 은퇴해야 할까봐 우는 것이라고 비웃었다. 그 뒤로 10년을 더 살고 명종 24년에 죽었다. 탐욕스럽고 무식했으며 행정에서 많은 월권을 저질렀다는 평이 있다.

## 이광정이 등장한 작품
- 《무인시대》 KBS, 2003년~2004년, 배우 : 황범식

## 참고 자료
- 《고려사》 제128권 열전41 〈정중부 부 이광정〉 국역